# 桜木萌
桜木 萌（さくらぎ もえ、1982年1月6日 - ）は、日本の元AV女優。

## 作品

### アダルトビデオ
- 非日常的悶絶遊戯 ファッション雑誌の新人モデル、萌の場合（2004年4月10日、監督:渡辺啄斗、AVS）
- エクソダス ゴールド18 桜木萌 （2004年6月25日、監督:豊田薫、ワイルドサイド）
- AF［アナル的性感度向上プログラム］ 桜木萌 （2004年7月14日、監督:BOZU、ワープエンタテインメント）
- 無差別級ド変態 アナルSMスカトロの究極 桜木萌 （2004年10月8日、監督:豊田薫、ワイルドサイド）